# Padna
Padna (italijansko Padena) je naselje v Slovenski Istri, ki upravno spada pod Občino Piran.
Slikovita gručasta, tesno pozidana vas v jugozahodnem koncu Šavrinskega gričevja se nahaja na ozkem pomolu na robu slemena, ki se na zahodu strmo spušča v dolino potoka Drnice (Deringa) in na severu v dolino potoka Piševca. V dolini Drnice je ob cesti Koper - Dragonja zaselek Orešje.

## Etimologija in prve omembe
Sodeč po srednjeveških zapisih se je kraj sprva imenoval Padina. Ime je nastalo iz pri nas pozabljenega občnega imena pádina s pomenom "strmina, pobočje", kar je sorodno z besedama padec in pasti.
Prvi ohranjeni zapis o kraju je iz 5. julija 1186, tedaj se je vas imenovala Pedina. Pod imenom Padina je bila zapisana v piranskem mestnem statutu iz leta 1307. V piranskem arhivu je ohranjena tudi listina iz leta 1372, z zapisom, da je da je pirančan Franciscus v Padni oddal štiri vinograde, z dogovorom da v petih letih zaslužek razdelijo na polovico in mu polovico vrnejo. Iz tega lahko sklepamo, da je bilo območje naselja že od nekdaj rodovitno, saj so se prebivalci ukvarjali z poljedelstvom in živinorejo.

## Kratka zgodovina Istre
V 2. polovici 8. stoletja je Istra prešla izpod bizantinske pod frankovsko oblast. Leta 840 je bila Istra priključena k Italskemu kraljestvu, leta 952 kot del Furlanske marke vključena v Nemško cesarstvo, po letu 1209 je imel položaj istrskega mejnega grofa oglejski patriarh. Že od sedemdesetih let 9. stoletja so istrska mesta občasno občutila vpliv Benetk, vendar so se kljub temu, vključno s Piranom, še samostojno razvijala in oblikovala lastno upravo in zakonodajo. Piran je bil leta 1283 priključen Beneški republiki, ki je trajala vse do propada republike leta 1797. 
Po propadu je Istra v okviru Ilirskih provinc za kratek čas spadala pod Napoleonovo Francijo. Od leta 1797 do leta 1813 so si Francozi in Avstrijci podajali celotno ozemlje Istre.
Po Napoleonovem porazu v Rusiji in pri Waterloo-ju je Istra po določbah Dunajskega kongresa ostala pod avstrijsko nadoblastjo. Z razpadom Avstro-Ogrske ob koncu prve svetovne vojne leta 1918 in po podpisu mirovne pogodbe v Rapallu novembra 1920, ter med 2. svetovno vojno je bila Istra v okviru Italije, po vojni, med letoma 1945 in 1954 pa je bila severni del Istre do reke Mirne del cone B Svobodnega tržaškega ozemlja.
Angloameričani so upravljali njegov severni del (cono A), ki je obsegala Trst z okolico in železniško progo Trst-Gorica. Cona B, ki je obsegala severni del Istre do reke Mirne, je bila pod jugoslovansko vojaško upravo. Z londonskim memorandumom iz leta 1954 je STO prenehalo obstajati, cona B pa je bila priključena Jugoslaviji. Dokončno je bila meja med Italijo in Jugoslavijo potrjena z osimskim sporazumom, ki sta ga podpisali Socialistična federativna republika Jugoslavija in Republika Italija 10. novembra 1975 v italijanskem mestu Osimo.

### Zgodovina Padne
Arheološke najdbe in ustno izročilo pričata o tem, da naj bi »Stara Padna« obsegala območje približno kilometer vzhodneje od današnje vasi. Pravi razlog za preselitev na današnjo lokacijo ni znan, obstaja pa več domnev. Padna je prej stala na skritem mestu in so se ljudje morda tja  preselili zaradi vpadov sovražnikov, ali zaradi ugodnejše lege v bližini ceste, ki je vodila iz Trsta v notranjost Istre. Eden od možnih vzrokov za preselitev bi bila lahko tudi naravna nesreča, npr. požar, o čemer pa ni ohranjenih pisnih virov.
Z arheološkimi izkopavanji so odkrili ostanke, ki nam pričajo o življenju na tem področju že v rimski dobi. Te izkopanine so večinoma stare opeke in deli rimske ceste. Najden je bil tudi fragment, na katerem piše »publi ituri sabini«. Iz najdb lahko sklepamo, da je naselje morda obstajalo že v antiki.
V starejših virih velikokrat zasledimo podatek o marmornatem podstavku pod kropilnikom v cerkvi sv. Blaža, ki je bila zgrajena v prvi polovici 9. stoletja. Ta kamen, ki je bil sprva del oltarne pregrade, danes le krasi cerkveno stavbo.
V knjigi »Cerkveni krajepis« koprskega škofa Paola Naldinija je zapisano, da je bilo v 17. stoletju v Padni 40 ognjišč, kakor so tedaj pravili naseljenim hišam. Po naravni nesreči okoli leta 1630 (verjetno kuga) se je to število  zmanjšalo na 20. Leta 1744 je v vasi živelo 86 ljudi. Ker je bil v Istri sistem kolonata zelo razširjen, je večina domačinov obdelovala posestva plemiških družin.
Leta 1807 se je Padna odcepila od koprske občine in se pridružila izolski. Takrat so manjše vasi večinoma spadale v katastrske občine. Tako je območje Padne spadalo v katastrsko občino Sv. Peter. Z letom 1849 so manjše katastrske občine počasi združevali, vas pa so upravno vključili v občino Piran.
Padna je že od nekdaj znana kot zelo dobra razgledna točka, ker omogoča pogled na okoliško pokrajino v vseh smereh, kar so Nemci med drugo svetovno vojno izkoristili s pomembno postojanko, leta 1944 pa so za svoje potrebe v Padno napeljali tudi elektriko, sicer zasilno in slabše kvalitete. Po osvoboditvi so električno napeljavo nadomestili s sodobnejšo. Pred tem so prebivalci svetili z oljenkami, svečami, karbidovkami in petrolejkami. Prvi vodovod so v vas napeljali leta 1954, od leta 1962 pa za stalno priskrbeli vodo iz izvira pod hribom.

## Padna danes
Kljub ponekod moderni arhitekturi je središče ohranilo značilno podobo strnjene istrske vasi. Za najstarejši del naselja ob cerkvi se je ohranilo ime Vas. Nekoliko dvignjen del vasi domačini imenujejo Vardo (ime izvira iz italijanske besede »guardia«, s pomenom straža), južni del vasi pa imenujejo Jugno. Kmetijstvo ni več glavna zaposlitvena panoga, saj so danes v ospredju druge storitvene in gospodarske panoge. Izseljevanje se je ustavilo, saj ima vas dokaj dobre življenjske razmere.
Povojno obdobje je v vas prineslo veliko novosti tudi v stavbarstvo. Hiše, ki so bile tradicionalno grajene iz istrskega kamna, so bile po vojni večinoma obnovljene. Mnogi deli stavbne opreme so začeli izginjati, tako ni več ohranjenih veliko ognjišč. Skoraj izginile so tradicionalne skrinje, stare omare in posode. Od stare bivalne opreme se je povečini ohranila le nejka, ki je služila za mesenje kruha.
Južno pobočje padenskega hriba je še danes poraščeno z oljkami. Raziskave so pokazale, da so drevesa stara več kot 300 let, zato je Padna vključena v »Oljčno pot« po Slovenski Istri.

## Cerkveni spomeniki
Po zgodovinskih virih naj bi v Padni stale tri cerkve. V središču vasi stoji cerkev sv. Blaža, ki je zavetnik ali patron vasi. Druga cerkev je na pokopališču izven vasi, posvečena sv. Sabi. Nekoč je obstajala tudi cerkev sv. Katarine, na lokaciji med obema prej omenjenima cerkvama. V bližini še stoji kapelica sv. Katarine in sv. Lucije, v kateri sta bila dragocena kipca teh dveh svetnic, ki pa sta bila ukradena. 
Vas je imela tudi svoje župnišče, ki ga v pisnih virih prvič navajajo leta 1744.

## Šolstvo
Šolstvo v Padni je na začetku potekalo v italijanskem jeziku. Viri pričajo, da je leta 1932 lokalna šola imela 53 šolarjev, ki so bili združeni v enem razredu. Poučeval pa jih je le en učitelj. Leta 1934 pa je bila v vasi zgrajena nova šola. Pouk je potekal v italijanskem jeziku, po končani vojni pa v slovenskem. Sedaj je v tej stavbi kulturni dom, z galerijo Božidarja Jakca, v njej je tudi sedež krajevne skupnosti.

## Galerija Božidarja Jakca
Božidar Jakac je bil slovenski slikar, katerega starši so 14 let živeli v Padni. Tu so imeli svojo gostilno in majhno trgovino. Na pokopališču v Padni je pokopan tudi njegov brat in stric, duhovnik v Kaštelu, ki je v vasi preživljal svoj pokoj.
V galeriji so občasno na ogled nekatere grafike Božidarja Jakca.

## Gospodarske dejavnosti nekoč
V preteklosti so prebivalci Padne ukvarjali z poljedelstvom in živinorejo. Pridelovali so oljčno olje, gojili vinsko trto, sadno drevje, zgodnjo zelenjavo in razne poljščine. Vas je bila vedno znana po veliki količini pridelanega olja. Največji pridelek pa je bil leta 1929, ko je bila zelo bogata letina. V Padni sta delovali dve oljarni ali po domače torklji. Po osvoboditvi sta bili obe zapuščeni, ker so odprli modernejši oljarni v Pučah in Krkavčah. Oljčno olje so shranjevali v velikih kamnitih posodah, s prostornino od 300 do 400 litrov. Nekateri vaščani še vedno pridelujejo oljčno olje, zaradi novejših metod je sedanji pridelek večji, vendar kot zmeraj včasih negotov.
Vaščani že v preteklosti veliko zahajali na tako imenovane trge, kjer so prodajali in  izmenjevali pridelke. Ženske so nekoč s plinjerji, širokimi pletenimi košarami iz vrbe, zahajale na tržnice in prodajale večinoma solato in radič. 
Kmetje so včasih njive obdelovali ročno in z boškarini (istrsko govedo), danes pa to delo opravljajo z motornimi frezami (prekopalniki). Žito kmetje še danes sejejo ročno, ker je tako lažje, zaradi razdrobljenih obdelovalnih površin. S kombajni in kosilnicami so skoraj v celoti zamenjali ročno žetev s srpi in košnjo s koso. V preteklosti so žito najprej mlatili ali mleli s cepci in šele nato z mlatilnico na ročni pogon. Velik vir dohodka je pomenilo žito oziroma moka, za katero so lahko kupili zgolj najnujnejše, milo, petrolej, sol ali obleko. Zelo razvita dejavnost, podobno kot v drugih istrskih vaseh, je bila tudi peka kruha. Ženske so kruh večinoma pekle ponoči, da so ga lahko zjutraj odnesle prodat v obalna mesta.
Za živinorejo v vasi je bila značilna skupna paša živine na gmajni (vaških travnikih).
Gojili so predvsem istrsko govedo, svinje, konje in osle. Govedo in osle so vpregali v vozove, krave pa so jim služile za pridobivanje mleka. Lončarstvo v vasi ni bilo razvito. Zato so take izdelke kupovali od potujočih lončarjev, ki so v Padno prihajali prodajat svoje izdelke. Od njih so kupovali tudi lesene izdelke, ki so jih dobili tudi na vsakoletnih šagrah v Bujah. 
Domačini so izdelovali lesene košare (koščice), ki so služile za prenašanje sena in listja. V vasi je živelo tudi več čevljarjev, ki so izdelovali večinoma usnjene čevlje. Znani so bili tudi po izdelavi delavnih in prazničnih čevljev ter čevljev za pokop mrličev. V vasi je bil včasih le en kovač in le dva mizarja, ki sta izdelovala pohištvo za celo vas. Ženske se niso ukvarjale z obrtjo. Večinoma so le nosile pridelke naprodaj, ter pazile na otroke.

## Ljudski običaji

### Glasba, petje in ples
V Padni so poznali dve vrsti godcev. Glasbenikov (muzikarjev), ki so igrali na pihala, je bilo več, zingarji, ki jih je bilo običajno pet, so igrali na godala. Takšni godci so večinoma igrali na plesih, ob cerkvenih procesijah, praznovanjih (šagrah), pa tudi ob pogrebih. Zelo razširjeno je bilo tudi petje, saj so fantje vsako soboto hodili po vasi in prepevali pozno v noč. Znanih je tudi veliko tradicionalnih plesov. Do danes so se ohranili dopaši, šepetaši, valček, polka in špicpolka. Zanimivo je, da je tango vedno veljal za pohujšljiv ples in ga niso dovolili gledati otrokom.

## Prazniki in prireditve

### Vaški prazniki
- Šagra, praznik sv. Blaža, vaškega zavetnika, 3. februarja
- Sv. Rešnje telo ali Sv. Telo, drugo nedeljo v juniju, s procesijo po vasi
- Padensko opasilo, praznik, drugo nedeljo v oktobru[5]
- god Sv. Štefana, prvega mučenca, 26. decembra, blagoslov soli

### Turistične prireditve
- vsakoletni tradicionalni praznik olja in bredeža (blitve), konec aprila[6]